# Посештій-Пеминтень
Посештій-Пеминтень, Посештій-Пеминтені (рум. Poseștii-Pământeni) — село у повіті Прахова в Румунії. Адміністративний центр комуни Посешть.
Село розташоване на відстані 93 км на північ від Бухареста, 38 км на північ від Плоєшті, 148 км на захід від Галаца, 59 км на південний схід від Брашова.

## Населення
За даними перепису населення 2002 року у селі проживали 269 осіб, усі — румуни. Усі жителі села рідною мовою назвали румунську.